# Dekanat Głubczyce
Dekanat Głubczyce – jeden z 36 dekanatów w rzymskokatolickiej diecezji opolskiej.

## Parafie
W skład dekanatu wchodzi 14 parafii:
- Parafia Podwyższenia Krzyża Świętego → Bogdanowice
- Parafia św. Jana Nepomucena → Braciszów
- Parafia św. Jakuba Starszego Apostoła → Debrzyca
- Parafia Narodzenia Najświętszej Maryi Panny → Głubczyce
- Parafia św. Marcina → Gołuszowice
- Parafia Ścięcia św. Jana Chrzciciela → Grobniki
- Parafia św. Wawrzyńca → Królowe
- Parafia Podwyższenia Krzyża Świętego → Lisięcice
- Parafia Trójcy Świętej → Opawica
- Parafia św. Jana Chrzciciela → Pomorzowice
- Parafia śś. Piotra i Pawła → Równe
- Parafia Trójcy Świętej → Ściborzyce Małe
- Parafia św. Marii Magdaleny → Zawiszyce
- Parafia śś. Apostołów Piotra i Pawła → Zubrzyce

## Historia
Obszar dekanatu należał pierwotnie do diecezji ołomunieckiej. Został wzmiankowany po raz pierwszy w 1490, nie znany był jednak jego dokładny zasięg, przy czym w jego pobliżu wzmiankowano wczęściej trzynaście parafii: Nowa Cerekwia (pierwsza wzmianka 1234), Głubczyce (1259), Branice (1289), Kazimierz (1292), Nasiedle (1335), Posucice (1336), Kietrz (1362), Gołuszowice (1383), Baborów (1386), Wojnowice (1408), Pomorzowice (1430), Lubotyń (przed 1450) i Włodzienin (1470). Przestał funkcjonować w okresie reformacji, kiedy Głubczyce stały się jednym z głównych ośrodków luteranizmu. Jeszcze w połowie w XVI wieku, w kilku parafiach w północnej części dekanatu językiem kazań był język polski, później w całości obszar dekanatu był niemieckojęzyczny. W 1730 powstał dekanat w Opawicy, który objął znaczny obszar na południe od Głubczyc, w tym parafie: Opawica, Włodzienin, Bliszczyce, Branice, Lewice, Posucice, Równe, Zybrzyce i Zopowy. W 1742 dekanat ten I wojny śląskiej znalazł się w granicach Prus, a jego parafie zostały przejęte przez reaktywowany w 1792 dekanat głubczycki. Był on wówczas jednym z trzech dekanatów tzw. dystryktu kietrzańskiego. Do 1972 formalnie podlegał archidiecezji ołomunieckiej, po czym wszedł w skład utworzonej w tymże roku diecezji opolskiej.